# Temporada da NHL de 2008–09
A temporada da NHL de 2008–09, a 91.ª da história da liga, realizou-se entre 4 de outubro de 2008 e 12 de abril de 2009, com os playoffs iniciando-se em 15 de abril e encerrando-se em 12 de junho. O campeão foi o Pittsburgh Penguins, que derrotou o Detroit Red Wings em sete jogos nas finais.

## Temporada regular
Foi a primeira temporada desde 2003-04 em que todos os times terão jogado ao menos uma vez contra cada adversário. Também foi a primeira vez que a NHL abriu sua temporada na Europa, com dois jogos em Estocolmo, na Suécia, entre Pittsburgh Penguins e Ottawa Senators, e dois jogos em Praga, na República Tcheca, entre New York Rangers e Tampa Bay Lightning. As quatro partidas foram realizadas entre os dias 4 e 5 de outubro, mas os demais times só abririam suas respectivas temporadas a partir do dia 10.
Para esta temporada, o teto salarial para cada time foi aumentado em 6,4 milhões de dólares, passando para 56,7 milhões de dólares. Com isso, o piso salarial para cada time passou para 40,7 milhões de dólares e já é maior que o teto salarial de 2005-06, a primeira com tal limite. Naquela temporada, o teto para cada time foi de 39 milhões de dólares. Esta foi também a primeira temporada em que a folha salarial total da liga excedeu 50% das receitas totais desde a implantação do teto salarial. A crise econômica mundial, no entanto, tem feito com que os clubes trabalhem com um teto salarial decrescente já em 2009-10, com possibilidade de uma queda ainda maior na temporada seguinte.
Em 1 de janeiro de 2009 houve o "Clássico de Inverno", jogo disputado em um estádio descoberto. Na temporada anterior o jogo foi em Buffalo, com a partida entre Buffalo Sabres e Pittsburgh Pengins. Desta vez, a partida foi no Wrigley Field, estádio de beisebol do Chicago Cubs, em Chicago. O mandante foi o Chicago Blackhawks, que perdeu por 6 a 4 para o Detroit Red Wings, o atual campeão. O jogo foi considerado um sucesso de público e de marketing.
O principal recorde conquistado na temporada foi o de vitórias: o goleiro Martin Brodeur, do New Jersey Devils, alcançou-o com a 552.ª vitória de sua carreira em 17 de março, ao bater os Blackhawks. Com isso, ele passou o ex-goleiro Patrick Roy, que estava presente na partida em que Brodeur igualara o recorde no dia 14, em Montreal. Aos 36 anos, projeta-se que ele possa estender seu recorde até um nível difícil de ser batido. "Se isso continuar a ser divertido, ainda vou ficar por um bom tempo", disse Brodeur depois de bater o recorde. Nessa mesma partida, Patrik Elias tornou-se o maior artilheiro da história dos Devils, com 702 pontos, ao marcar um gol em desvantagem numérica.

### Classificação final
Times em verde classificaram-se aos playoffs. Times em amarelo conquistaram suas respectivas divisões. Time em laranja conquistou sua conferência. Time em vermelho conquistou o Troféu dos Presidentes, com a melhor campanha da liga. Números entre parênteses indicam a classificação na conferência. Líderes de divisão são automaticamente classificados como os três primeiros da conferência. Os oito primeiros em cada conferência classificam-se aos playoffs.

#### Conferência Leste
| Divisão do Atlântico    | J  | V  | D  | DP | GP  | GC  | PG  |
| ----------------------- | -- | -- | -- | -- | --- | --- | --- |
| New Jersey Devils (3)   | 82 | 51 | 27 | 4  | 244 | 209 | 106 |
| Pittsburgh Penguins (4) | 82 | 45 | 28 | 9  | 264 | 239 | 99  |
| Philadelphia Flyers (5) | 82 | 44 | 27 | 11 | 264 | 238 | 99  |
| New York Rangers (7)    | 82 | 43 | 30 | 9  | 210 | 218 | 95  |
| New York Islanders (15) | 82 | 26 | 47 | 9  | 201 | 279 | 61  |

| Divisão Nordeste         | J  | V  | D  | DP | GP  | GC  | PG  |
| ------------------------ | -- | -- | -- | -- | --- | --- | --- |
| Boston Bruins (1)        | 82 | 53 | 19 | 10 | 274 | 196 | 116 |
| Montreal Canadiens (8)   | 82 | 41 | 30 | 11 | 249 | 247 | 93  |
| Buffalo Sabres (10)      | 82 | 41 | 32 | 9  | 250 | 234 | 91  |
| Ottawa Senators (11)     | 82 | 36 | 35 | 11 | 217 | 237 | 83  |
| Toronto Maple Leafs (12) | 82 | 34 | 35 | 13 | 250 | 293 | 81  |

| Divisão Sudeste          | J  | V  | D  | DP | GP  | GC  | PG  |
| ------------------------ | -- | -- | -- | -- | --- | --- | --- |
| Washington Capitals (2)  | 82 | 50 | 24 | 8  | 272 | 245 | 104 |
| Carolina Hurricanes (6)  | 82 | 45 | 30 | 7  | 239 | 226 | 97  |
| Florida Panthers (9)     | 82 | 41 | 30 | 11 | 234 | 231 | 93  |
| Atlanta Thrashers (13)   | 82 | 35 | 41 | 6  | 257 | 280 | 76  |
| Tampa Bay Lightning (14) | 82 | 24 | 40 | 18 | 210 | 279 | 66  |

#### Conferência Oeste
| Divisão Central           | J  | V  | D  | DP | GP  | GC  | PG  |
| ------------------------- | -- | -- | -- | -- | --- | --- | --- |
| Detroit Red Wings (1)     | 82 | 51 | 21 | 10 | 295 | 244 | 112 |
| Chicago Blackhawks (4)    | 82 | 46 | 24 | 12 | 264 | 216 | 104 |
| St. Louis Blues (6)       | 82 | 41 | 31 | 10 | 233 | 233 | 92  |
| Columbus Blue Jackets (8) | 82 | 41 | 31 | 10 | 226 | 230 | 92  |
| Nashville Predators (10)  | 82 | 40 | 34 | 8  | 213 | 233 | 88  |

| Divisão Noroeste        | J  | V  | D  | DP | GP  | GC  | PG  |
| ----------------------- | -- | -- | -- | -- | --- | --- | --- |
| Vancouver Canucks (3)   | 82 | 45 | 27 | 10 | 246 | 220 | 100 |
| Calgary Flames (5)      | 82 | 46 | 30 | 6  | 254 | 248 | 98  |
| Minnesota Wild (9)      | 82 | 40 | 33 | 9  | 219 | 200 | 89  |
| Edmonton Oilers (11)    | 82 | 38 | 35 | 9  | 234 | 248 | 85  |
| Colorado Avalanche (15) | 82 | 32 | 45 | 5  | 199 | 257 | 69  |

| Divisão do Pacífico    | J  | V  | D  | DP | GP  | GC  | PG  |
| ---------------------- | -- | -- | -- | -- | --- | --- | --- |
| San Jose Sharks (1)    | 82 | 53 | 18 | 11 | 257 | 204 | 117 |
| Anaheim Ducks (8)      | 82 | 42 | 33 | 7  | 245 | 238 | 91  |
| Dallas Stars (12)      | 82 | 36 | 35 | 11 | 230 | 257 | 83  |
| Phoenix Coyotes (13)   | 82 | 36 | 39 | 7  | 208 | 252 | 79  |
| Los Angeles Kings (14) | 82 | 34 | 37 | 11 | 207 | 234 | 79  |

### Artilheiros
Lista completa (em inglês)
J = jogos disputados; G = gols; A = assistências; Pts = pontos; +/– = mais/menos; PIM = minutos de penalidades
| Jogador            | Time                | J  | G  | A  | Pts | +/– | PIM |
| ------------------ | ------------------- | -- | -- | -- | --- | --- | --- |
| Evgeni Malkin      | Pittsburgh Penguins | 82 | 35 | 78 | 113 | +17 | 80  |
| Alexander Ovechkin | Washington Capitals | 79 | 56 | 54 | 110 | +8  | 72  |
| Sidney Crosby      | Pittsburgh Penguins | 77 | 33 | 70 | 103 | +3  | 76  |
| Pavel Datsyuk      | Detroit Red Wings   | 81 | 32 | 65 | 97  | +34 | 22  |
| Zach Parise        | New Jersey Devils   | 82 | 45 | 49 | 94  | +30 | 24  |
| Ilya Kovalchuk     | Atlanta Thrashers   | 79 | 43 | 48 | 91  | -12 | 50  |
| Ryan Getzlaf       | Anaheim Ducks       | 81 | 25 | 66 | 91  | +5  | 121 |
| Jarome Iginla      | Calgary Flames      | 82 | 35 | 54 | 89  | -2  | 37  |
| Marc Savard        | Boston Bruins       | 82 | 25 | 63 | 88  | +25 | 70  |
| Niklas Backström   | Washington Capitals | 82 | 22 | 66 | 88  | +16 | 46  |

## Playoffs da Copa Stanley
Na primeira fase, a maior surpresa foi a eliminação do San Jose Sharks pelo Anaheim Ducks, a prmeira série envolvendo times californianos desde 1969. Os Sharks foram o quinto time nas seis últimas temporadas a ganhar o Troféu dos Presidentes e não ficar com o título da Copa Stanley. Já no Leste o destaque ficou para o Carolina Hurricanes, que venceu sua série contra o New Jersey Devils em sete jogos, vencendo dois deles com gols no último minuto, incluindo um gol a 0,2 segundo do fim do jogo 4, marcado por Jussi Jokinen, que precisou ser analisado no replay para ser confirmado. No jogo 7, o time perdia por 3 a 2 a 1:20 do final do jogo, quando o mesmo Jokinen empatou, e Eric Staal deu a vitória ao Carolina a 31,7 segundos do fim.
O esperado duelo na segunda fase entre os Capitals de Alexander Ovechkin e os Penguins de Sidney Crosby foi considerado "um sonho" para a liga pela publicidade que gerou não só pelo confronto entre dois de seus maiores astros, mas também pelas suas atuações, como no jogo 2, quando ambos marcaram hat tricks. A série foi tão equilibrada que cinco jogos foram decididos por um gol de diferença e outro por dois. O único jogo com placar mais elástico foi justamente o jogo 7, que garantiu a classificação dos Penguins: 6 a 2. Os Penguins tornaram-se, com isso, o primeiro time a perder as finais da Copa Stanley em um ano e alcançar as finais de conferência no ano seguinte desde os Red Wings de 1995-96. A série teve, em seu jogo 7, a maior audiência de um jogo de hóquei da NHL em uma regional norte-americana da emissora Fox Sports Network, com um índice Nielsen de 24,97, batendo o recorde de 24,2 estabelecido dois dias antes, no jogo 6, que por sua vez quebrara o recorde de 21,2 estabelecido no jogo 5. O recorde seria quebrado mais uma vez no jogo decisivo dos Penguins nas finais de conferência, contra os Hurricanes: 27,1.
Além da série entre Penguins e Capitals, outras duas séries foram ao sétimo jogo, e a série restante, entre Blackhawks e Canucks, foi decidida em favor do time de Chicago em seis partidas. O total de 27 partidas na segunda fase igualou o recorde estabelecido nos playoffs de 1986.
Durante as finais de conferência, Crosby igualou um obscuro recorde, com seu sexto gol a abrir o placar, feito antes conquistado por Bobby Hull, dos Blackhawks, em 1962, e por Fernando Pisani, dos Oilers, em 2006. Os Penguins eliminaram os Hurricanes em quatro jogos, enquanto os Red Wings passaram em cinco pelos Blackhawks, garantindo a primeira vez que a final se repete em anos consecutivos desde 1984. Foi também a primeira vez desde aquele ano em que o time que perdeu uma final alcançou a mesma fase no ano seguinte.

### Finais
Os Penguins ficaram com o título após vencer a sétima partida, em Detroit, por 2 a 1, com dois gols de Maxime Talbot. Foi apenas a segunda vez na história que um time ganhou a série final depois de perder as duas primeiras partidas fora de casa e a primeira vez desde 1971 que um time ganhou o jogo 7 das finais da Copa Stanley fora de casa. Esse jogo 7 foi também o jogo da NHL com a maior audiência da televisão desde as finais de 1973, com uma média de 8 milhões de espectadores, 4,3 pontos de audiência e 8 pontos de share.

### Tabela
|  | Quartas-de-final de conferência | Quartas-de-final de conferência | Quartas-de-final de conferência |   |                     | Semifinais de conferência | Semifinais de conferência | Semifinais de conferência |  |   | Finais de Conferência | Finais de Conferência | Finais de Conferência |  |    | Finais da Copa Stanley | Finais da Copa Stanley | Finais da Copa Stanley |
|  |                                 |                                 |                                 |   |                     |                           |                           |                           |  |   |                       |                       |                       |  |    |                        |                        |                        |
|  | 1                               | Boston Bruins                   | 4                               |   |                     |                           |                           |                           |  |   |                       |                       |                       |  |    |                        |                        |                        |
|  | 8                               | Montreal Canadiens              | 0                               |   |                     |                           |                           |                           |  |   |                       |                       |                       |  |    |                        |                        |                        |
|  | 8                               | Montreal Canadiens              | 0                               |   | 1                   | Boston Bruins             | 3                         |                           |  |   |                       |                       |                       |  |    |                        |                        |                        |
|  |                                 |                                 |                                 |   | 1                   | Boston Bruins             | 3                         |                           |  |   |                       |                       |                       |  |    |                        |                        |                        |
|  |                                 | 6                               | Carolina Hurricanes             | 4 |                     |                           |                           |                           |  |   |                       |                       |                       |  |    |                        |                        |                        |
|  | 2                               | 6                               | Carolina Hurricanes             | 4 | Washington Capitals | 4                         |                           |                           |  |   |                       |                       |                       |  |    |                        |                        |                        |
|  | 2                               |                                 |                                 |   | Washington Capitals | 4                         |                           |                           |  |   |                       |                       |                       |  |    |                        |                        |                        |
|  | 7                               | New York Rangers                | 3                               |   |                     |                           |                           |                           |  |   |                       |                       |                       |  |    |                        |                        |                        |
|  | 7                               | New York Rangers                | 3                               |   |                     |                           |                           |                           |  | 4 | Pittsburgh Penguins   | 4                     |                       |  |    |                        |                        |                        |
|  | Conferência Leste               |                                 |                                 |   |                     |                           |                           |                           |  | 4 | Pittsburgh Penguins   | 4                     |                       |  |    |                        |                        |                        |
|  |                                 | 6                               | Carolina Hurricanes             | 0 |                     |                           |                           |                           |  |   |                       |                       |                       |  |    |                        |                        |                        |
|  | 3                               | 6                               | Carolina Hurricanes             | 0 | New Jersey Devils   | 3                         |                           |                           |  |   |                       |                       |                       |  |    |                        |                        |                        |
|  | 3                               |                                 |                                 |   | New Jersey Devils   | 3                         |                           |                           |  |   |                       |                       |                       |  |    |                        |                        |                        |
|  | 6                               | Carolina Hurricanes             | 4                               |   |                     |                           |                           |                           |  |   |                       |                       |                       |  |    |                        |                        |                        |
|  | 6                               | Carolina Hurricanes             | 4                               |   | 2                   | Washington Capitals       | 3                         |                           |  |   |                       |                       |                       |  |    |                        |                        |                        |
|  |                                 |                                 |                                 |   | 2                   | Washington Capitals       | 3                         |                           |  |   |                       |                       |                       |  |    |                        |                        |                        |
|  |                                 | 4                               | Pittsburgh Penguins             | 4 |                     |                           |                           |                           |  |   |                       |                       |                       |  |    |                        |                        |                        |
|  | 4                               | 4                               | Pittsburgh Penguins             | 4 | Pittsburgh Penguins | 4                         |                           |                           |  |   |                       |                       |                       |  |    |                        |                        |                        |
|  | 4                               |                                 |                                 |   | Pittsburgh Penguins | 4                         |                           |                           |  |   |                       |                       |                       |  |    |                        |                        |                        |
|  | 5                               | Philadelphia Flyers             | 2                               |   |                     |                           |                           |                           |  |   |                       |                       |                       |  |    |                        |                        |                        |
|  | 5                               | Philadelphia Flyers             | 2                               |   |                     |                           |                           |                           |  |   |                       |                       |                       |  | L4 | Pittsburgh Penguins    | 4                      |                        |
|  |                                 |                                 |                                 |   |                     |                           |                           |                           |  |   |                       |                       |                       |  | L4 | Pittsburgh Penguins    | 4                      |                        |
|  |                                 | O2                              | Detroit Red Wings               | 3 |                     |                           |                           |                           |  |   |                       |                       |                       |  |    |                        |                        |                        |
|  | 1                               | O2                              | Detroit Red Wings               | 3 | San Jose Sharks     | 2                         |                           |                           |  |   |                       |                       |                       |  |    |                        |                        |                        |
|  | 1                               |                                 |                                 |   | San Jose Sharks     | 2                         |                           |                           |  |   |                       |                       |                       |  |    |                        |                        |                        |
|  | 8                               | Anaheim Ducks                   | 4                               |   |                     |                           |                           |                           |  |   |                       |                       |                       |  |    |                        |                        |                        |
|  | 8                               | Anaheim Ducks                   | 4                               |   | 2                   | Detroit Red Wings         | 4                         |                           |  |   |                       |                       |                       |  |    |                        |                        |                        |
|  |                                 |                                 |                                 |   | 2                   | Detroit Red Wings         | 4                         |                           |  |   |                       |                       |                       |  |    |                        |                        |                        |
|  |                                 | 8                               | Anaheim Ducks                   | 3 |                     |                           |                           |                           |  |   |                       |                       |                       |  |    |                        |                        |                        |
|  | 2                               | 8                               | Anaheim Ducks                   | 3 | Detroit Red Wings   | 4                         |                           |                           |  |   |                       |                       |                       |  |    |                        |                        |                        |
|  | 2                               |                                 |                                 |   | Detroit Red Wings   | 4                         |                           |                           |  |   |                       |                       |                       |  |    |                        |                        |                        |
|  | 7                               | Columbus Blue Jackets           | 0                               |   |                     |                           |                           |                           |  |   |                       |                       |                       |  |    |                        |                        |                        |
|  | 7                               | Columbus Blue Jackets           | 0                               |   |                     |                           |                           |                           |  | 2 | Detroit Red Wings     | 4                     |                       |  |    |                        |                        |                        |
|  | Conferência Oeste               |                                 |                                 |   |                     |                           |                           |                           |  | 2 | Detroit Red Wings     | 4                     |                       |  |    |                        |                        |                        |
|  |                                 | 4                               | Chicago Blackhawks              | 1 |                     |                           |                           |                           |  |   |                       |                       |                       |  |    |                        |                        |                        |
|  | 3                               | 4                               | Chicago Blackhawks              | 1 | Vancouver Canucks   | 4                         |                           |                           |  |   |                       |                       |                       |  |    |                        |                        |                        |
|  | 3                               |                                 |                                 |   | Vancouver Canucks   | 4                         |                           |                           |  |   |                       |                       |                       |  |    |                        |                        |                        |
|  | 6                               | St. Louis Blues                 | 0                               |   |                     |                           |                           |                           |  |   |                       |                       |                       |  |    |                        |                        |                        |
|  | 6                               | St. Louis Blues                 | 0                               |   | 3                   | Vancouver Canucks         | 2                         |                           |  |   |                       |                       |                       |  |    |                        |                        |                        |
|  |                                 |                                 |                                 |   | 3                   | Vancouver Canucks         | 2                         |                           |  |   |                       |                       |                       |  |    |                        |                        |                        |
|  |                                 | 4                               | Chicago Blackhawks              | 4 |                     |                           |                           |                           |  |   |                       |                       |                       |  |    |                        |                        |                        |
|  | 4                               | 4                               | Chicago Blackhawks              | 4 | Chicago Blackhawks  | 4                         |                           |                           |  |   |                       |                       |                       |  |    |                        |                        |                        |
|  | 4                               |                                 |                                 |   | Chicago Blackhawks  | 4                         |                           |                           |  |   |                       |                       |                       |  |    |                        |                        |                        |
|  | 5                               | Calgary Flames                  | 2                               |   |                     |                           |                           |                           |  |   |                       |                       |                       |  |    |                        |                        |                        |

Em cada fase, o time de classificação mais alta em cada conferência é pareado contra o de menor classificação remanescente e tem o mando de gelo, o que dá a ele um máximo de quatro jogos em casa, com o outro time podendo jogar em casa no máximo três vezes. Nas finais da Copa Stanley, o mando de gelo é determinado pelo número de pontos na temporada regular, o que deu ao Detroit Red Wings o mando nas finais. Cada série melhor-de-sete segue o formato 2-2-1-1-1. Isso significa que o time melhor classificado jogará em casa os jogos 1 e 2, além dos jogos 5 e 7, se necessários; o adversário jogará em casa nos jogos 3 e 4, e no jogo 6, se necessário.